# Galán de noche

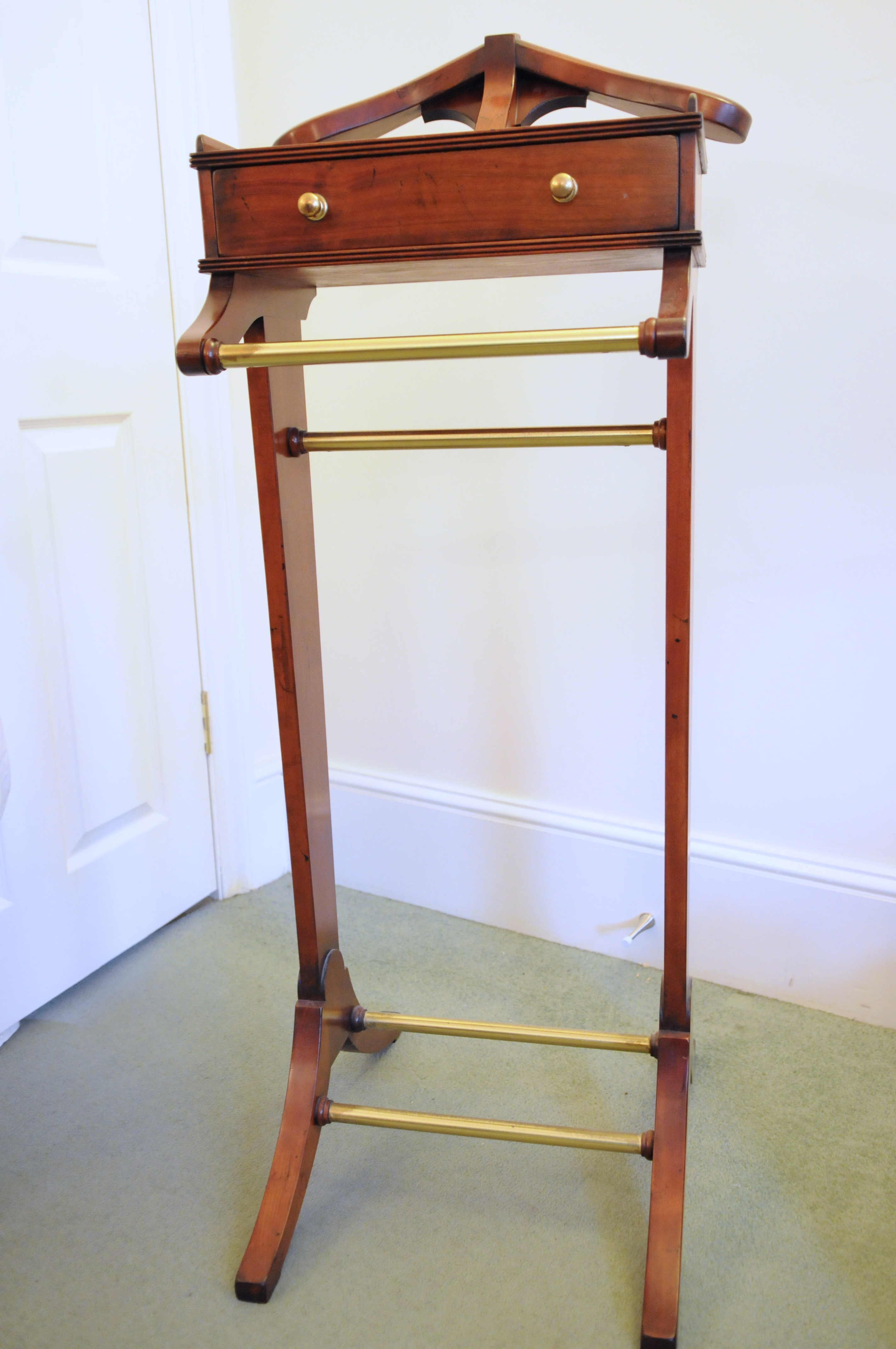
Un galán de noche de madera de roble

Galán de noche es un elemento de mobiliario en el que la ropa, particularmente trajes masculinos, se cuelga antes de ir a dormir para vestirse con el la mañana siguiente.  Las características típicas incluyen: perchas para pantalones, percha para chaqueta, barras para zapato, y una bandeja para cartera y llaves. Algunos también tienen caja para joyas.
Un galán de noche eléctrico se utiliza para calentar moderadamente la ropa antes de vestirse, suele incluir un temporizador para impedir el sobrecalentamiento.